# Estádio Universitario
O Estádio Universitario é um estádio de futebol localizado na cidade de San Nicolás de los Garza, Nuevo León, no México. É a casa do Tigres UANL.

## Construção
O custo da construção foi de $ 23 milhões quando o estádio foi concluído em 1967. O plano original era para construir o estádio com uma capacidade de 90.000, no entanto, ele teve de ser reduzido devido a problemas econômicos. Após a Copa do Mundo da FIFA de 1986, a capacidade reconhecida foi de 52.000. Mais tarde, os ajustes foram feitos para maior conforto e segurança dos espectadores. Capacidade atual do estádio é 40.000.

## Esportes
O estádio é a casa local para o Tigres UANL. Feito para jogos de futebol. Este estádio sediou vários jogos da Copa do Mundo FIFA de 1986. Também hospedado pela Copa Libertadores da América partidas em 2005 e 2006, quando Tigres classificou para o torneio de prestígio. Por um curto período, ele também foi o local em casa para o Monterrey. Ele também recebeu vários jogos do Campeonato Mundial de Futebol Sub-17 de 2011.

## Shows realizados
Banda de rock britânica da banda Queen foi realizado durante o The Game tour em 9 de outubro de 1981, para mais de 50.000 fãs no seu primeiro e único passeio no México. Artistas e bandas como Rod Stewart, Guns N' Roses, The Rolling Stones, Iron Maiden, The Cure, Coldplay, Shakira, Aerosmith e Metallica têm realizado shows no estádio. 

## Copa do Mundo FIFA de 1986
| Data        | Horário | Equipe #1 | Placar        | Equipe #2 | Grupo            | Público |
| ----------- | ------- | --------- | ------------- | --------- | ---------------- | ------- |
| 2 de junho  | 16:00   | Marrocos  | 0 – 0         | Polónia   | Grupo F          | 19 900  |
| 7 de junho  | 16:00   | Polónia   | 1 – 0         | Portugal  | Grupo F          | 19 915  |
| 17 de junho | 16:00   | Marrocos  | 0 – 1         | Alemanha  | Oitavas de final | 19 800  |
| 21 de junho | 16:00   | Alemanha  | 0 – 0 (4 – 1) | México    | Quartas de final | 41 700  |